# Desmophyes villafrancae
Desmophyes villafrancae är en nässeldjursart som först beskrevs av Carré 1969.  Desmophyes villafrancae ingår i släktet Desmophyes och familjen Prayidae. Inga underarter finns listade i Catalogue of Life.